# 安娜·克勒
安娜·克勒（德語：Anna Köhler，1993年8月5日—），德国女子雪车运动员。她曾代表德国参加国际雪车联合会世界锦标赛，获得一枚金牌。她也曾参加2018年冬季奥运会。